# Астрофіліт
Астрофіліт (рос. астрофиллит; англ. astrophyllite; нім. Astrophyllit m) — породотвірний мінерал, складний силікат острівної будови (титаноцирконосилікат).

## Загальний опис
Склад мінливий — (K, Na, Ca)3 (Fe, Mn)7 [(Ti, Zr)2|O2|(OH)5|(Si4O12)2].
Сингонія триклінна.
Густина 3,3-3,4.
Твердість 2-3.
Колір бронзово-бурий, золотисто-жовтий, помаранчевий.
Блиск скляний.
На площинах спайності перламутровий полиск. Крихкий.
Відомий у лужних інтрузивних магматичних породах (лужних гранітах, нефелінових сієнітах тощо) та їх пегматитах і зв’язаних з ними постмагматичних утвореннях.
Розрізняють:
- астрофіліт магніїстий — моноклінна відміна мінералу з родовищ Китаю, яка містить 6,39% MgO.